# A Família de Carlos IV
A família de Carlos IV é um óleo sobre tela do artista espanhol Francisco Goya. Ele começou a trabalhar nesta pintura em 1800, pouco depois de se tornar Primeiro Pintor de Câmara para a família real, e completou no verão de 1801. A pintura mostra a família do rei Carlos IV, vestida em trajes deliberadamente caros e com muitos ornamentos. Ela está atualmente no Museu do Prado em Madrid.
A pintura tem paralelos claros com "As Meninas" (1656) de Velázquez, em uma representação natural e crível da família real. Como Velázquez em As Meninas, Goya se coloca no retrato, como se levantasse do trabalho por um momento e se dirigisse ao espectador: “Admire-os e julgue-os você mesmo”.

## Personagens

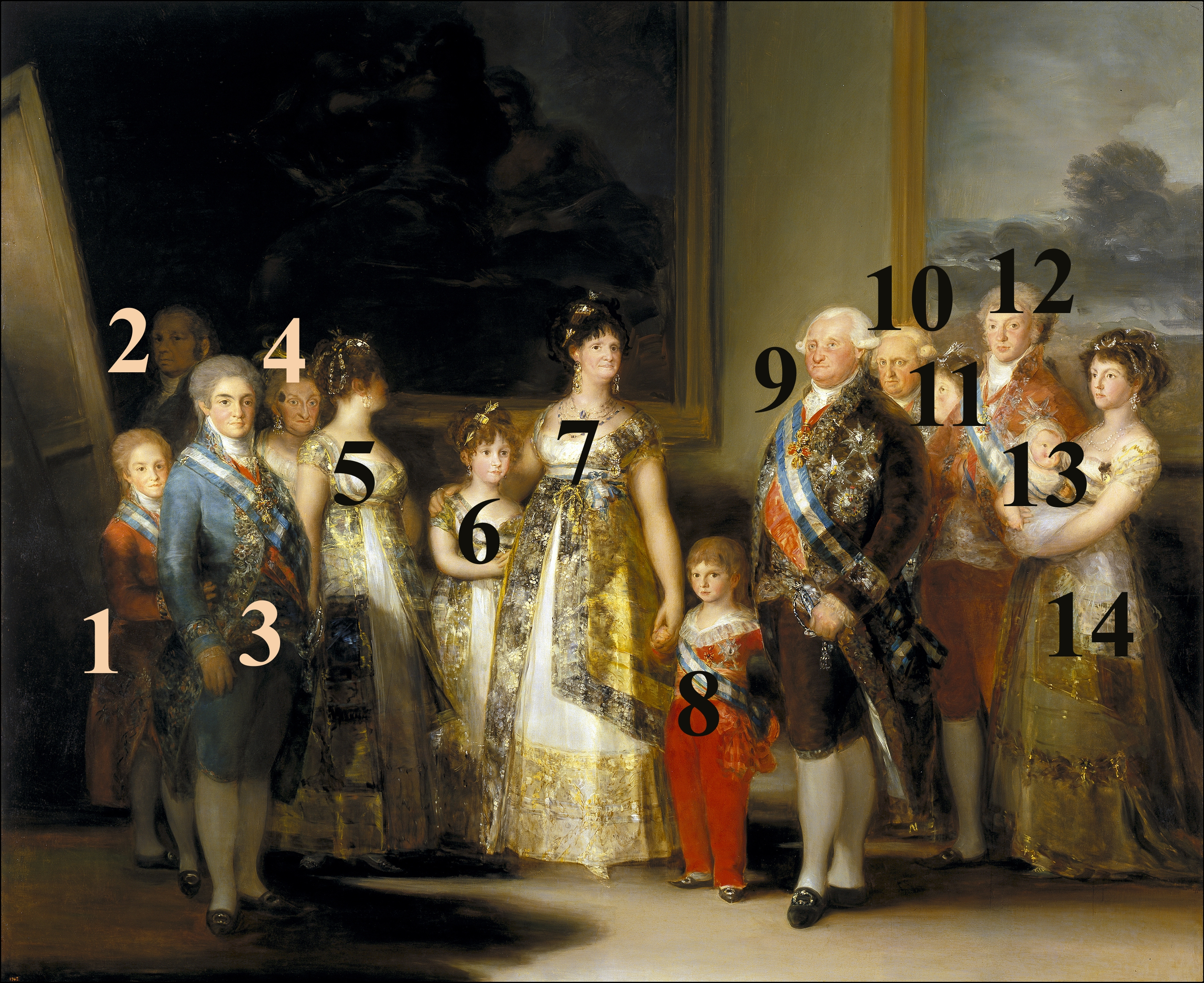

1. Infante Carlos Maria Isidro (1788–1855), futuro Conde de Molina.
2. Francisco de Goya
3. Fernando, Príncipe das Astúrias (1784-1833), futuro rei da Espanha.
4. Infanta Maria Josefa (1744-1801), irmã mais velha do rei.
5. A futura esposa de Fernando (na época não se sabia quem seria ela).
6. Infanta Maria Isabel (1789-1848), futura Rainha das Duas Sicílias.
7. Rainha Maria Luísa (1751–1819)
8. Infante Francisco de Paula (1794–1848), filho mais novo do rei.
9. Rei Carlos IV (1748-1819)
10. Infante António Pascoal (1755–1817), irmão mais novo do rei.
11. Carlota Joaquina, Princesa do Brasil (1775-1830), dela, só aparece a cabeça - futura rainha de Portugal.
12. Dom Luís de Parma (1773-1803), futuro Rei da Etrúria.
13. Infante Carlos Luís (1799-1883), futuro Duque de Parma[3][4]
14. Infanta Maria Luísa (1782–1824), futura Rainha da Etrúria.